# Desert Camp Conservation Park
Desert Camp Conservation Park är en park i Australien. Den ligger i delstaten South Australia, omkring 230 kilometer sydost om delstatshuvudstaden Adelaide. Desert Camp Conservation Park ligger 65 meter över havet.
Trakten runt Desert Camp Conservation Park är nära nog obefolkad, med mindre än två invånare per kvadratkilometer.. Det finns inga samhällen i närheten.
Trakten runt Desert Camp Conservation Park består till största delen av jordbruksmark. Genomsnittlig årsnederbörd är 688 millimeter. Den regnigaste månaden är juni, med i genomsnitt 124 mm nederbörd, och den torraste är december, med 12 mm nederbörd.